# Blythe Danner
 (juillet 2016).
Si vous disposez d'ouvrages ou d'articles de référence ou si vous connaissez des sites web de qualité traitant du thème abordé ici, merci de compléter l'article en donnant les références utiles à sa vérifiabilité et en les liant à la section « Notes et références ».
Pour les articles homonymes, voir Danner.
Blythe Danner, née le 3 février 1943 à Philadelphie en Pennsylvanie, est une actrice américaine.

## Jeunesse
Élevée parmi les quakers, Blythe Danner fait partie d'une famille d'origines néerlandaises, anglaises et irlandaises. Sa grand-mère maternelle était une allemande et son arrière-grand-mère paternelle venait de la Barbade. Son père était banquier.
Elle a deux frères : Harry Danner qui est chanteur d'opéra et acteur et son demi-frère, William Moennig, qui est luthier. 
Elle fréquenta George School, une école privée quaker à Newtown, comté de Bucks, Pennsylvanie, et le Bard College, où elle obtint son diplôme en 1965. Elle est trois fois docteur honoris causa des beaux-arts du Bard College, Williams College et Hobart.

## Début de carrière

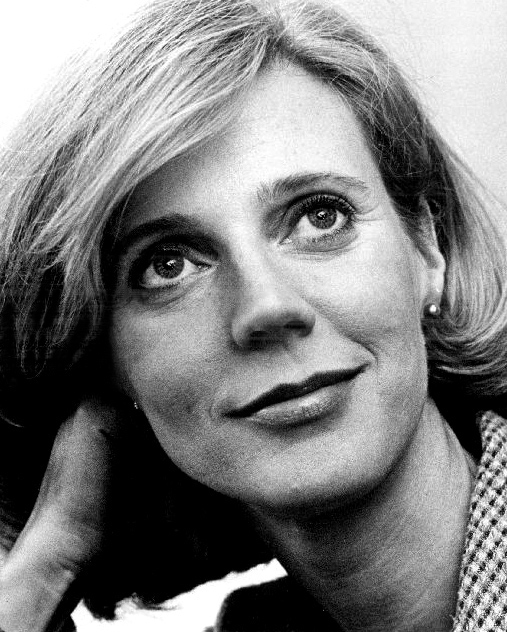
Blythe Danner, 1980.

Blythe Danner apparut la première fois sur scène avec la compagnie du théâtre de Boston et le Trinity Square Repertory Company (maintenant Trinity Repertory Company) à Providence (Rhode Island), Rhode Island.
Elle fut reconnue au niveau national à l'âge de 25 ans en gagnant le Theatre World Award pour son rôle dans la production du Lincoln Center Rep, The Miser. En 1970, elle eut son premier rôle à la télévision, une production du jardin du Dr Cook. Elle était une amie intime de l'acteur Christopher Reeve et a joué avec lui dans plusieurs pièces.

## Une carrière florissante
Avec son look WASP (blanche anglo-saxonne protestante) et sa voix, Blythe Danner resta fréquemment dans le registre des femmes de classe moyenne et supérieure et par la suite matriarche ; malgré cela, en 1986 dans Brighton Beach Memoirs, elle incarna une juive d'âge moyen, alors qu'en 1982 dans un téléfilm, elle avait incarné la femme d'Albert Speer.
Elle est la partenaire d'Alan Alda dans To Kill a Clown (1972) et joue le rôle de Molly dans Lovin' Molly (1974), de Sidney Lumet. Elle joue dans deux films basés sur des romans de Pat Conroy, The Great Santini (1979) et Le Prince des marées (1991), et également dans des films pour la télévision adaptés de livres d'Anne Tyler, Saint Maybe et Back When We Were Grownups.
Plus récemment elle a été la femme de Robert De Niro dans la comédie Mon beau-père et moi en 2000 et ses suites, Mon beau-père, mes parents et moi (avec Barbra Streisand et Dustin Hoffman) en 2004, et Mon beau-père et nous en 2010. De 2004 à 2006 elle a plutôt joué dans des séries TV.
De 2001 à 2006, elle tient le rôle de Marilyn, la mère de Will, dans Will et Grace. En 2005, elle est nommée pour trois Emmy Awards, pour ses rôles dans Will et Grace, Huff et Back When We Were Grownups. Ellen DeGeneres plaisanta à propos de Blythe Danner pendant la cérémonie des remises des awards, en disant qu'elle ne devrait pas se sentir nerveuse car elle était certaine d'avoir au moins un Emmy. Et, elle l'obtint pour Huff.

## Reconnaissance
En juillet 2006, elle gagna un second Emmy award pour Huff. À cette cérémonie des awards, Blythe Danner parla de La Nouvelle-Orléans (qui venait d'être dévastée par l'ouragan Katrina) et qui était la ville préférée de son mari et rendit hommage à "nos fils et filles en Irak."
Pendant 25 ans, elle a été sur scène au Williamstown Summer Theater Festival, où elle appartenait aussi au comité de direction.
En 2006, Blythe Danner est récompensée avec la médaille inaugurale de Katharine Hepburn, au même titre que la très honorée et distinguée Lauren Bacall, médaille qui reconnait les "femmes qui vivent, travaillent, contribuent et donnent forme à l'intelligence, maîtrisent leur vie et restent indépendantes, pour une actrice quatre fois oscarisée," par Bryn Mawr du College Katharine Houghton Hepburn Center.

## Vie personnelle
Elle est la veuve du producteur Bruce Paltrow, qui s'est éteint à la suite d'une maladie en 2002, et la mère de l'actrice Gwyneth Paltrow et du metteur en scène Jake Paltrow. 
Blythe Danner joue pour la première fois avec sa fille en 1992 dans Cruel Doubt, un film pour la télévision, et ensuite en 2003 dans le film Sylvia, dans le rôle de la mère de Gwyneth Paltrow.
Elle est aussi la tante des actrices Hillary Danner et Katherine Moennig et la demi-sœur (du côté de son frère Harry) de la directrice d'opéra Dorothy Danner.
Bien que travaillant fréquemment pour la télévision et sur scène, Blythe Danner a mis sa carrière entre parenthèses pendant de nombreuses années pour élever ses enfants. Elle a souvent dit que la nuit où elle fut le plus fière fut quand Gwyneth gagna l'Oscar de la meilleure actrice pour Shakespeare in Love et elle fut la première personne que sa fille remercia, en pleurant, suivie par son père et son grand-père, qui étaient tous deux en phase terminale de cancer.

## Filmographie

### Cinéma
- 1972 : To Kill a Clown (pt) de George Bloomfield (de) : Lilly Frischer
- 1972 : 1776 de Peter H. Hunt : Martha Jefferson
- 1974 : Lovin' Molly de Sidney Lumet : Molly Taylor
- 1975 : Hearts of the West, d'Howard Zieff : Miss Trout
- 1976 : Les Rescapés du futur (Futureworld) : Tracy Ballard
- 1979 : The Great Santini : Lillian Meechum
- 1983 : Un homme, une femme, un enfant (Man, Woman and Child) : Sheila Beckwith
- 1986 : Brighton Beach Memoirs de Gene Saks : Kate
- 1988 : Une autre femme (Another Woman) : Lydia
- 1990 : Mr and Mrs Bridge : Grace Barron
- 1990 : Alice : Dorothy
- 1991 : Le Prince des marées (The Prince of Tides) : Sally Wingo
- 1992 : Maris et Femmes (Husbands and Wives) : La mère de Rain
- 1994 : Napoléon : La mère Dingo (Voix)
- 1995 : Homage : Katherine Samuel
- 1995 : Extravagances (Too Wong Foo Thanks for Everything, Julie Newmar) : Beatrice
- 1997 : Back Home : Lena
- 1997 : Mad City : Mme Banks
- 1998 : The Farmhouse : Irma Miller
- 1998 : La Proposition : Syril Danning
- 1998 : Quitte ou double (No Looking Back) : La mère de Claudia
- 1998 : The X-Files, le film (The X Files) de Rob S. Bowman : Jana Cassidy
- 1999 : Un vent de folie (Forces of Nature) : Virginia
- 1999 : Le cirque invisible : Gail
- 1999 : Destinataire inconnu (The Love Letter) : Lillian McFarquahr
- 1999 : Cosas que olvidé recordar : Mme Bradford
- 2000 : Mon beau-père et moi (Meet the Parents) : Dina Byrnes
- 2003 : Sylvia : Aurélia Plath
- 2003 : Three Days of Rain : Beverly
- 2003 : The Quality of Light : Mary
- 2004 : Mon beau-père, mes parents et moi (Meet the Fockers) : Dina Byrnes
- 2006 : Last Kiss : Anna
- 2006 : Stolen (Documentaire) : Isabella Stewart Gardner (Voix)
- 2008 : Quatre Filles et un jean 2 (The Sisterhood of the Travelling Pants 2) : Greta
- 2009 : The Lightkeepers : Mademoiselle Bascom
- 2009 : Side by Each : Daisy/Dolores/Delilah
- 2009 : Beyond All Boundaries (Court-métrage) : Elsa Maxwell
- 2010 : Mon beau-père et nous (Little Fockers) : Dina Byrnes
- 2010 : Waiting for Forever : Miranda Twist
- 2011 : Paul : Tara Walton
- 2011 : Detachment : Mme Perkins
- 2011 : Sex List (What's your number) : Ava Darling
- 2012 : The Lucky One : Nana
- 2014 : Murder of a Cat : Edie
- 2014 : I'll See You in My Dreams : Carol Petersen
- 2015 : Après l'hiver (Tumbledown) de Sean Mewshaw : Linda Jespersen
- 2018 : Hearts Beat Loud de Brett Haley : Marianne Fisher
- 2019 : Virgin Secrets (Strange but True) de Rowan Athale : Gail

### Télévision
- 1968 : NYPD (série télévisée) : Félicia
- 1970 : To Confuse the Angel (téléfilm)
- 1970 : George M! (téléfilm) : Agnès Nolan Cohan
- 1971 : Dr. Cook's Garden (téléfilm) : Janey Rausch
- 1972 : The Scarecrow (téléfilm) : Rachel
- 1972 : Columbo : Symphonie en noir (série télévisée) : Janice Benedict
- 1973 : Adam's Rib (série télévisée) : Amanda Bonner
- 1974 : F. Scott Fitzgerald and 'The Last of the Belles' (téléfilm) : Zelda Fitzgerald
- 1974 : Sidekicks (en) (téléfilm) : Prudy Jenkins
- 1975 : The Seagull (téléfilm) : Nina
- 1976 : Eccentricities of a Nightingale (téléfilm) : Alma Winemiller
- 1976 : MASH (série télévisée) : Carlye Breslin Walton (S04 E22 The More I See You)
- 1977 : The Court-Martial of George Armstrong Custer (téléfilm) : Mme Custer
- 1978 : Le Dernier match (A Love Affair: The Eleanor and Lou Gehrig Story) (téléfilm) : Eleanor Gehrig
- 1978 : Are You in the House Alone? (téléfilm) : Anne Osborne
- 1979 : Too Far to Go (téléfilm) : Joan Barlow Maple
- 1979 : You Can't Take It with You (téléfilm) : Alice Sycamore
- 1982 : Inside the Third Reich (téléfilm) : Margarete Speer
- 1983 : In Defense of Kids (téléfilm) : Ellen Wilcox
- 1984 : Helen Keller: The Miracle Continues (téléfilm) : Anne Sullivan
- 1985 : Guilty Conscience (téléfilm) : Louise Jamison
- 1988 : Tattingers (série télévisée) : Hillary Tattinger
- 1989 : Money, Power, Murder. de Lee Philips (téléfilm) : Jeannie
- 1990 : Judgment (téléfilm) : Emmeline Guitry
- 1991 : Pour que l'on n'oublie jamais (Never Forget) (téléfilm) : Jane Mermelstein
- 1992 : Une deuxième chance (Getting Up and Going Home) (téléfilm) : Lily
- 1992 : Cruel Doubt (téléfilm) : Bonnie Von Stein
- 1992 : Kiss-Kiss, Dahlings! (téléfilm)
- 1992 : Lincoln (téléfilm) : Elizabeth Todd Edwards (Voix)
- 1993 : Tracey Takes on New York (téléfilm) : Ellen Levine
- 1994 : Oldest Living Confederate Widow Tells All (téléfilm) : Bianca Honicut
- 1994 : Droit à l'absence (Leave of Absence) (téléfilm) : Elisa
- 1997 : Thomas Jefferson (Feuilleton TV) : Martha Jefferson (Voix)
- 1997 : A Call to Remember (téléfilm) : Paula Tobias
- 1998 : De la Terre à la Lune (From the Earth to the Moon) (Feuilleton TV) : Le narrateur
- 1998 : Saint lendenain (Saint Maybe) (téléfilm) : Bee Bedloe
- 1998 : Mrs. Murphy mène l'enquête (Murder She Purred: A Mrs. Murphy Mystery) (téléfilm) : Mme Murphy (Voix)
- 2001 - 2006 : Will et Grace (série télévisée) : Marilyn Truman
- 2002 : Une famille déchirée (We Were the Mulvaneys) (téléfilm) : Corinne Mulvaney
- 2002 : Hôpital San Francisco (Presidio Med) (série télévisée) : Dr Harriet Lanning
- 2004 : Back When We Were Grownups (téléfilm) : Rebecca Holmes Davitch
- 2004 - 2006 : Huff (série télévisée) : Isabelle 'Izzy' Huffstodt
- 2005 : Independent Lens (téléfilm) : Isabella Stewart Gardner
- 2008 : Pretty/Handsome (téléfilm) : Bunny Fitzpayne
- 2009 : Nurse Jackie (série télévisée) : Mme Cooper
- 2009 : Médium (série télévisée) : Louise Leaming
- 2011 - 2012 : Up All Night (série télévisée) : Dr Angie Chafin
- 2013 : Gilded Lilys (téléfilm) : Caroline Lily
- 2021 : American Gods (série télévisée) : Demeter

## Distinctions

### Récompenses
- Primetime Emmy Awards 2005 : Meilleure actrice dans un second rôle dans une série télévisée dramatique pour Will et Grace
- Primetime Emmy Awards 2006 : Meilleure actrice dans une mini-série ou un téléfilm pour Huff

### Nominations
- Primetime Emmy Awards 2002 : Meilleure actrice dans une mini-série ou un téléfilm pour Huff
- Primetime Emmy Awards 2005 : Meilleure actrice invitée dans une série télévisée comique pour Will et Grace
- Primetime Emmy Awards 2005 : Meilleure actrice dans une mini-série ou un téléfilm pour Back When We Were Grownups
- Primetime Emmy Awards 2006 : Meilleure actrice invitée dans une série télévisée comique pour Will et Grace

## Voix françaises
| - Béatrice Delfe dans : - Un homme, une femme, un enfant - Nurse Jackie (série télévisée) - The Slap (série télévisée) - What They Had - Le Bonheur pour les débutants - Frédérique Tirmont dans : - Mon beau-père et moi - Mon beau-père, mes parents et moi - Mon beau-père et nous - (S)ex List - Annie Bertin dans : - Mad City - The X Files, le film | Et aussi - Jacqueline Cohen dans Les Rescapés du futur - Sylvie Moreau dans Une autre femme - Martine Messager dans Alice - Martine Meiraghe dans Le Prince des marées - Tania Torrens dans Droit à l'absence (téléfilm) - Annie Balestra dans Extravagances - Monique Thierry dans Un vent de folie - Brigitte Morisan dans Hôpital San Francisco (série télévisée) - Monique Nevers dans Une famille déchirée (téléfilm) - Anne Kerylen dans Huff (série télévisée) - Stéphanie Excoffier dans Last Kiss - Jocelyne Darche dans Paul |